# 2006

## أحداث
- وقوع حرب لبنان 2006 بداية من 12 يوليو 2006 إلى 14 أغسطس 2006.
- بداية حرب الصومال في 20 ديسمبر 2006 والتي انتهت في 30 يناير 2009.
- بداية الاقتتال الفلسطيني الداخلي في 2006 والتي انتهت في 2007.

### يناير
- 1 يناير - حظر إسبانيا للتدخين في الأماكن العامة.
- 4 يناير - إصابة رئيس الوزراء الإسرائيلي أرئيل شارون بجلطة دماغية حادة.
- 5 يناير
  - انهيار فندق سكني في مكة يسفر عن مقتل 76 حاجا وجرح 64 آخرين.
  - مقتل 130 عراقي و7 جنود أمريكان في سلسلة تفجيرات في مختلف أنحاء العراق.
- 8 يناير
  - هزة أرضية بمقدار 6.7 ريختر تضرب اليونان لمدة سبعة ثوان.
- 10 يناير
  - إيران تزيل أختاما وضعتها الوكالة الدولية للطاقة الذرية من أحد منشآتها للبحث العلمي النووي.
- 29 يناير - الشيخ صباح الأحمد الجابر الصباح يتولى الحكم في الكويت.

### فبراير
- 4 فبراير غرق العبارة المصرية السلام 98 القادمة من ميناء ضبا السعودي إلى ميناء سفاجا المصري وسقوط ما يقرب من ألف قتيل.
- 10 فبراير فوز المنتخب المصري على ساحل العاج بكاس الأمم الأفريقية مصر 2006 بنتيجة 4-2 بركلات الترجيح.
- 22 فبراير تفجير ضريح الامامين العسكريين في مدينة سامراء في العراق.
- 25 فبراير انهيار سوق الأسهم السعودي 2006
- فيضانات أوروبا 2006

### مارس
- 3 مارس - انتخب سالم الفلاحات كمراقب عام لـ الإخوان المسلمون في الأردن.
- 12 مارس - قام خمسة جنود أمريكيين باغتصاب الفتاة العراقية عبير قاسم حمزة الجنابي في قرية اليوسفية بالعراق ثم أشعلوا النار فيها بعد أن قتلوا جميع أفراد أسرتها فيما يعرف بجرائم المحمودية

### أبريل
- 9 أبريل - إزالة رئيس الوزراء الإسرائيلي ارييل شارون من منصبه بعد 4 أشهر في غيبوبة.
- 17 أبريل - حركة الجهاد الإسلامي قامت بعملية استشهادية في تل أبيب ومصرع 10 أشخاص وإصابة العشرات.

### مايو
- 27 مايو – ضرب زلزال يوغياكارتا 2006 بقوة 6.4 ميجاوات وسط جاوة في إندونيسيا وبلغت شدته MSK IX (مدمر) ، مما أسفر عن مقتل أكثر من 5700 شخص وإصابة 37000 شخص .[1][2]

### يونيو
- 9 يونيو - إقامة كأس العالم في التاسع من يونيو في ألمانيا وكانت المباراة الافتتاحية بين منتخبي ألمانيا وكوستاريكا.
- 13 يونيو - إعلان إنشاء مدينة الأمير عبد العزيز بن مساعد الاقتصادية.

### يوليو
- 9 يوليو - فوز منتخب إيطاليا ببطولة كأس العالم لكرة القدم في ألمانيا 2006 على منتخب فرنسا بركلات الجزاء الترجيحية.
- 12 يوليو - قوات حزب الله تختطف جنديين إسرائيليين من شمال إسرائيل.
- 12 يوليو - بدء العمليات القتالية التي في 12 تموز (يوليو) 2006 والتي سميت حرب لبنان الثاني، بين قوات من حزب الله اللبناني وقوات الجيش الإسرائيلي والتي استمرت 34 يوما في مناطق مختلفة من لبنان.

### أكتوبر
- 9 أكتوبر - كوريا الشمالية تقوم بإجراء أول تجربة نووية لها.

### نوفمبر
- 9 نوفمبر - استقالة وزير الدفاع الأمريكي دونالد رامسفيلد.

### ديسمبر
- 4 ديسمبر - الرئيس الفنزويلي هوجو شافيز يفوز في الانتخابات الرئاسية بفنزويلا
- 24 ديسمبر - مجلس الأمن يفرض عقوبات على إيران بسبب برنامجها النووي
- 27 ديسمبر - القوات الاثيوبية تتقدم باتجاه العاصمة الصومالية مقديشيو ملحقة هزائم متتالية في صفوف قوات المحاكم الشرعية

## مواليد
- إيزابيلا رايس
- بارون ترامب
- سارا أرجون ممثلة هندية
- لؤي الحكيمي
- مايسون رمزي
- يان تشن ممثل أمريكي
- غناة الحقيل

## وفيات

### يناير
- 12 يناير - فيصل بن حمد آل خليفة، أمير بحريني.
- 15 يناير - جابر الأحمد الجابر الصباح، أمير دولة الكويت الثالث عشر.
- 17 يناير - مقتل أبو البراء أحمد القاضي الشرعي في الجماعة السلفية للدعوة والقتال بالجزائر.
- 22 يناير - رؤوف عياد، رسام كاريكاتير مصري.

### فبراير
- 6 فبراير - كوجي توتاني، ممثل أداء صوتي ياباني.
- 27 فبراير - أبو بكرعزت ممثل مصري.

### مارس
- 7 مارس - حمدي غيث ممثل مصري.
- 8 مارس - محمد عبد المنعم خفاجي، كاتب ومحقق أدبي مصري.
- 27 مارس - خالد النفيسي، ممثل كويتي.

### أبريل
- 3 أبريل - محمد الماغوط، شاعر وكاتب وأديب سوري.

### مايو
- 12 مايو - حسين مازق، رئيس وزراء ليبي سابق.
- 30 مايو - إيمامورا شوهيه، مخرج ياباني.
- 26 مايو - عبد العزيز المنصور، مخرج كويتي.

### يونيو
- 7 يونيو - أبو مصعب الزرقاوي، قيادي أردني بتنظيم القاعدة ومؤسس جماعة التوحيد والجهاد
- 10 يونيو -
  - علي عبد الله أحمد، معتقل يمني توفي في سجن غوانتانامو.
  - ياسر طلال الزهراني، معتقل سعودي توفي في سجن غوانتانامو.
- 17 يونيو - علي السميري، ممثل كويتي.

### أغسطس
- 6 أغسطس - هيروتاكا سزوكي، ممثل أداء صوتي ياباني.
- 17 أغسطس - أحمد مستجير، عالم وأديب مصري.
- 27 اغسطس - حسين نصير، ممثل كويتي.
- 30 أغسطس - نجيب محفوظ، روائي مصري.
- 31 اغسطس - محمد عبد الوهاب، لاعب كرة قدم.

### سبتمبر
- 9 سبتمبر - مليكة مستظرف، كاتبة وروائية مغربية.

### نوفمبر
- 17 نوفمبر - فيرينتس بوشكاش، لاعب ومدرب كرة قدم مجري.
- 21 نوفمبر - بيار أمين الجميل، سياسي لبناني.

### أكتوبر
- 22 أكتوبر - عبد الله مطلق المسيلم ، زعيم قبيلة.
- 30 أكتوبر - فهد بن سعود بن عبد العزيز آل سعود، الإبن الأكبر للملك سعود.

### ديسمبر
- 4 ديسمبر أحد علماء علم الحديث في الهند صفي الرحمن المباركفوري عن عمر يناهز 63 عامًا.
- 18 ديسمبر الزعيم البحريني عبد الأمير الجمري عن عمر يناهز 69 عامًا.
- 19 ديسمبر جوزيف باربيرا مخترع شخصية توم وجيري.
- 20 ديسمبر - إلكان بلاوت، عالم كيمياء حيوية أمريكي.
- 21 ديسمبر طيار سوري منشق عن النظام السوري أحمد عبد القادر الترمانيني.
- 21 ديسمبر رئيس تركمانستان صابر مراد نيازوف
- 25 ديسمبر جيمس براون، مغن وموسيقي أمريكي.
- 26 ديسمبر الرئيس الأمريكي الأسبق جيرالد فورد.
- 30 ديسمبر الرئيس العراقي السابق صدام حسين.

## جوائز عالمية

### جائزة نوبل
- في الفيزياء – الأمريكيان جون ماذر وجورج سموت.
- في الكيمياء – الأمريكي روجر كورنبيرغ.
- في الطب – الأمريكيان أندرو فاير وكريغ ميلو.
- في الأدب – التركي أورهان باموق.
- في السلام – البنغلاديشي محمد يونس وبنك جرامين.
- في الاقتصاد – الأمريكي إدموند فيليبس.

### جائزة الملك فيصل العالمية
- في خدمة الإسلام – مناصفة بين السعودي صالح بن عبد الرحمن الحصين والكويتي يوسف الحجي.
- في الدراسات الإسلامية – لم تمنح.
- في اللغة العربية والأدب – مناصفة بين المصري تمام حسان عمر والمغربي عبد القادر فاسي فهري.
- في الطب – الأمريكي مايكل جمبرون [الألمانية].
- في العلوم – مناصفة بين البريطاني سيمون دونالدسون والهندي مودومباي ناراسيمهان.

## وصلات خارجية
- أبرز أحداث عام 2006 فلسطينيا، الجزيرة نت، 29 ديسمبر 2006